# Ataques ao pagode Xá Lợi

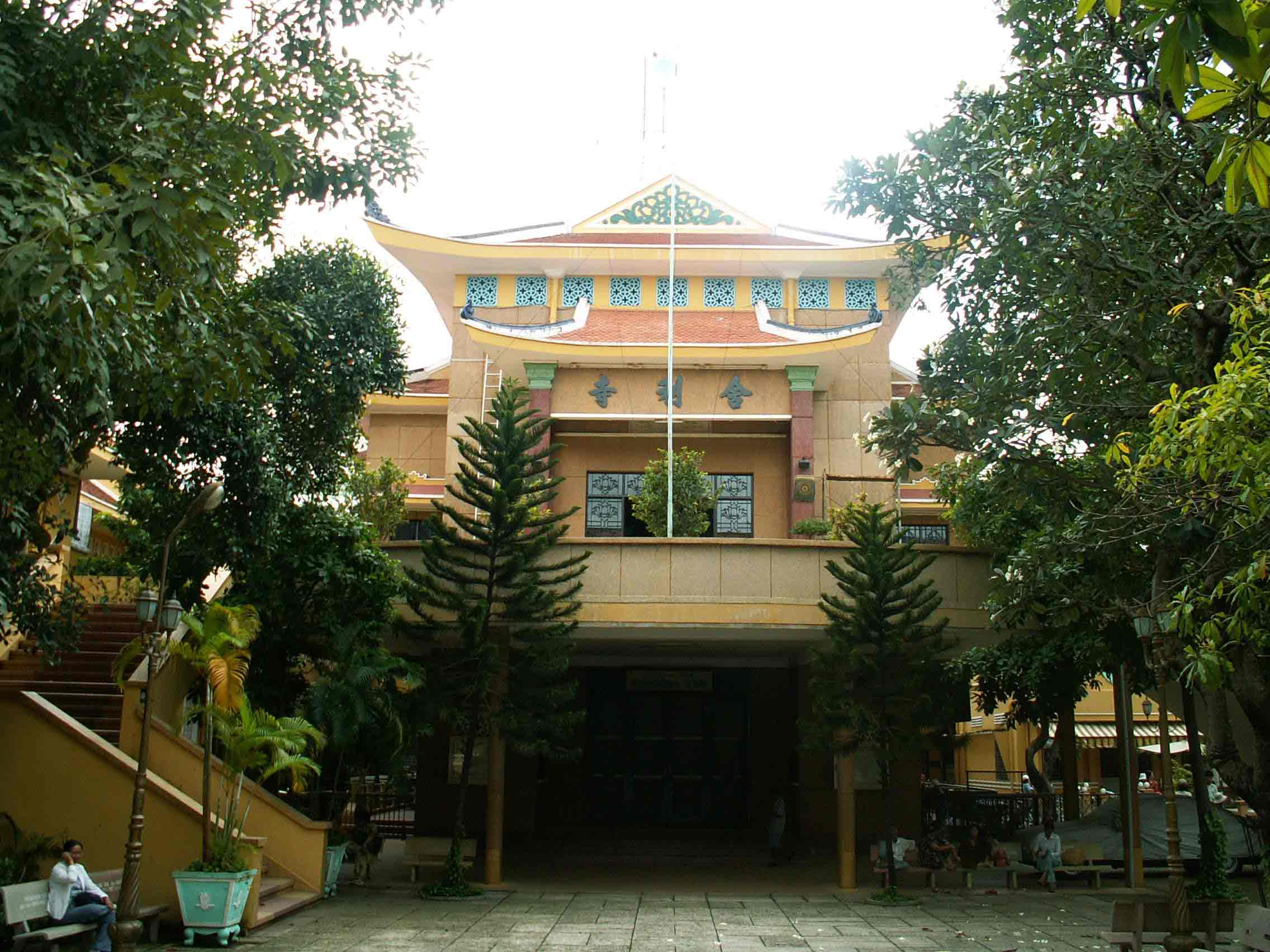
Pagode Xá Lợi, foco dos ataques

Os ataques do Xá Lợi Pagoda foram uma série de ataques sincronizados a vários pagodes budistas nas principais cidades do Vietnã do Sul logo após a meia-noite de 21 de agosto de 1963. Os ataques foram executado pelas Forças Especiais do Exército da República do Vietnã sob o comando do Coronel Lê Quang Tung e da polícia de combate, ambos recebendo ordens diretamente de Ngô Đình Nhu, irmão mais novo do presidente católico romano Ngô Đình Diệm. Pagode Xá Lợi, o maior pagode da capital do Vietnã do Sul, Saigon, foi o mais proeminente dos templos invadidos. Mais de 1 400 budistas foram presos e as estimativas do número de mortos e desaparecidos chegaram a centenas. Em resposta ao tiroteio de Huế Vesak e à proibição da bandeira budista no início de maio, a maioria budista do Vietnã do Sul levantou-se em desobediência civil generalizada e protestou contra o preconceito religioso e a discriminação do governo dominado de Diệm. Os templos budistas nas principais cidades, principalmente o pagode Xá Lợi, tornaram-se pontos focais para manifestantes e pontos de reunião para monges budistas de áreas rurais.
Em agosto, vários generais do Exército da República do Vietnã propuseram a imposição da lei marcial, ostensivamente para acabar com as manifestações, mas na realidade para se preparar para um golpe militar. Nhu, já querendo prender os líderes budistas e esmagar o movimento de protesto, aproveitou a oportunidade para se antecipar aos generais e envergonhá-los. Ele disfarçou as Forças Especiais de Tung em uniformes do exército e os usou para atacar os budistas, fazendo com que o público em geral e os aliados americanos do Vietnã do Sul culpassem o exército, diminuindo a reputação dos generais e a capacidade de agir como futuros líderes nacionais.
Pouco depois da meia-noite de 21 de agosto, os homens de Nhu atacaram os pagodes usando armas de fogo automáticas, granadas, aríetes e explosivos, causando danos generalizados. Alguns objetos religiosos foram destruídos, incluindo uma estátua de Gautama Buda no Pagode Từ Đàm em Huế, que foi parcialmente destruída por explosivos. Templos foram saqueados e vandalizados, com os restos mortais de monges venerados confiscados. Em Huế, violentas batalhas de rua eclodiram entre as forças do governo e civis rebeldes pró-budistas e antigovernamentais.
A família Ngô alegou que o exército havia realizado os ataques, algo que seus aliados norte-americanos inicialmente acreditaram. Isso foi posteriormente desmascarado, e o incidente levou os Estados Unidos a se voltar contra o regime e começar a explorar opções alternativas de liderança, levando à derrubada de Diệm em um golpe. No Vietnã do Sul, os ataques alimentaram a raiva generalizada. Vários servidores públicos de alto escalão renunciaram, e estudantes universitários e do ensino médio boicotaram aulas e organizaram manifestações tumultuadas, resultando em mais encarceramentos em massa. Como a maioria dos alunos era de famílias de classe média do serviço público e de militares, as prisões causaram ainda mais transtornos na base de poder da família Ngô.